# Jim Rogers
James B. Rogers, Jr., né James Beeland Rogers le 19 octobre 1942 à Wetumpka, Alabama, États-Unis, est un investisseur américain et commentateur financier. Cofondateur avec George Soros du Quantum Fund, il est professeur dans un collège américain, écrivain, voyageur, commentateur économique et créateur d'un indice sur les biens : Rogers International Commodity Index (RICI).

## Biographie
James Rogers a grandi à Demopolis en Alabama.
Après avoir obtenu un diplôme de l'Université Yale en 1964, il a obtenu son premier emploi à Wall Street chez Dominick & Dominick. En 1966, il a obtenu une maîtrise au Balliol College de l'Université d'Oxford en 1966. Ensuite, il est retourné aux États-Unis, où il s'est enrôlé dans l'armée pour quelques années.
En 1970, Rogers s'est joint à Arnhold & S. Bleichroeder, où il a rencontré George Soros. Cette même année, ils ont fondé Quantum Fund, un fonds d'investissement international. Pendant les dix années suivantes, ce fonds a obtenu un taux de rendement de 3,365 % alors que l'indice de Standard & Poor's a progressé d'environ 47 % (963,99/800,36).
En 1980, Rogers cesse de participer aux activités de Quantum Fund et voyage à travers la Chine à motocyclette. Par après, il devient professeur invité en finance à la Graduate School of Business de l'Université Columbia.
En 1989 et en 1990, il est un modérateur à l'émission télévisée The Dreyfus Roundtable diffusée par WCBS et anime sa propre émission au Financial News Network : The Profit Motive with Jim Rogers. De 1990 à 1992, il voyage encore en Chine et un peu partout sur la planète à motocyclette, parcourant environ 160 000 km sur six continents, record qui sera répertorié par le Livre Guinness des records. Il racontera ses aventures et ses investissements dans son ouvrage Investment Biker.

## Ouvrages
- Investment Biker: Around the World with Jim Rogers, 1995  (ISBN 1-55850-529-6). Ouvrage traduit en français sous le titre « L'investisseur aventurier », Éditions Valor.
- Adventure Capitalist: The Ultimate Road Trip, 2003  (ISBN 0375509127).
- Hot Commodities: How Anyone Can Invest Profitably in the World's Best Market, 2004  (ISBN 140006337X).
- A Bull in China: Investing Profitably in the World's Greatest Market, 4 décembre 2007  (ISBN 1400066166).